# مجبور نیستی بگویی عاشقم هستی
«مجبور نیستی بگویی عاشقم هستی» (به انگلیسی: You Don't Have to Say You Love Me) ترانه‌ای است که داستی اسپرینگفیلد در سال ۱۹۶۶ ضبط کرده‌است.
این قطعه در اصل یک ترانهٔ ایتالیایی بانام «من، کسی که نمی‌تواند زندگی کند (بی تو)» (به ایتالیایی: Io che non vivo (senza te)) بوده که پینو دوناجو و ویتو پالاویچینی آن را نوشتند و در سال ۱۹۶۵ منتشر شد. «من، کسی که نمی‌تواند زندگی کند (بی تو)» اولین بار در پانزدهمین دورهٔ جشنواره موسیقی سانرمو توسط دوناجو و پالاویچینی معرفی شد. این ترانه به فینال سانرمو رسید و پس از آن‌که دوناجو آن را ضبط کرد به‌عنوان موسیقی متن فیلم ساندرا با بازی کلودیا کاردیناله استفاده شد.
«مجبور نیستی بگویی عاشقم هستی» که موفق‌ترین تک آهنگ اسپرینگفیلد به‌شمار می‌آید در زمان انتشارش صدرنشین جدول تک‌آهنگ‌های بریتانیا شد و تا ردهٔ چهارم بیلبورد هات ۱۰۰ صعود کرد. اجراهای بعدی این اثر توسط الویس پرسلی (۱۹۷۱)، گایز ان دالز (۱۹۷۶) و دنیس ولش (۱۹۹۵) هم به جدول تک‌آهنگ‌های بریتانیا راه پیدا کردند. نسخهٔ پرسلی در زمان انتشارش در ایالات متحده به رتبهٔ ۱۱ بیلبورد هات ۱۰۰ رسید.